# Гордон Браун
Джеймс-Ґо́рдон Бра́ун (англ. James Gordon Brown; нар. 20 лютого 1951, Гіффнок) — 74-й прем'єр-міністр Великої Британії і лідер Лейбористської партії з 2007 року. Колишній міністр фінансів (1997–2007), член Палати громад парламенту з 1983 року. Давній соратник і в той же час суперник Тоні Блера, Браун змінив його на посаді Першого Міністра Сполученого Королівства 27 червня 2007 року.

## Біографія
Джеймс Гордон Браун народився 20 лютого 1951 року в шотландському місті Гіффнок в сім'ї священнослужителя. У 12 років став активістом Лейбористської партії. На відмінно закінчив Единбурзький університет, де в студентські роки займав пост ректора, а пізніше викладав і отримав докторський ступінь.
З 1983 року — член парламенту Великої Британії. З 1987 року займав низку посад в тіньовому кабінеті Лейбористської партії. Став одним з найближчих союзників Тоні Блера і автором економічної програми «Нових лейбористів». У 1994 році разом з Блером претендував на партійне лідерство.
Після перемоги лейбористів на виборах 1997 року Браун зайняв пост міністра фінансів. Йому приписують основні економічні нововведення уряду Блера, його заслугою вважають відносну стабілізацію британської економіки.
Будучи соратником Блера, Браун в той же час вважався його основним суперником. Однією з головних розбіжностей між ними називали питання про вступ Великої Британії до зони євро: Браун відносився до цієї ідеї набагато скептичніше, ніж прем'єр-міністр.
Усередині Лейбористської партії сформувалася значна фракція «браунітів», деякі з яких вимагали відставки Блера ще в 2005 році. У 2006 році новим прем'єр-міністром Брауна бажали бачити вже більше половини виборців-лейбористів.

### На чолі уряду (2007—2010)
Після того, як Блер заявив про намір піти у відставку влітку 2007 року, Браун був названий його наступником. Згідно з деякими відомостями, Блер ще в 1994 році обіцяв зробити Брауна своїм наступником. Браун був офіційно призначений наступником Блера 16 листопада 2006 року. 24 червня 2007 року Браун був обраний лідером Лейбористської партії, 27 червня він змінив Блера на посаді прем'єр-міністра.
Перші тижні прем'єрства Брауна ознаменувалися низкою ініціатив, які були сприйняті позитивно: будівництво нового дешевого і екологічного житла в британській провінції і на колишніх військових полігонах, новий комплекс конституційних заходів для забезпечення прозорості і відповідальності влади перед народом, пропозиції з реформування міжнародних інститутів, більш стримані і ділові відносини Лондона і Вашингтона (при продовженні участі в операціях в Іраку).
Першим серйозним випробуванням для уряду стала почата у вересні 2007 року криза банку Northern Rock: Банк Англії був вимушений піти на безпрецедентні фінансові вливання у розмірі 25 мільярдів фунтів стерлінгів, які у результаті так і не змогли утримати Northern Rock на плаву, і в лютому 2008 він був націоналізований.
Браун прийшов до влади не як лідер партії переможниці на виборах, а в результаті внутрішньопартійних призначень, тому опозиція закликала до проведення якнайшвидших позачергових виборів для підтвердження повноважень. До 6 жовтня 2007 року зберігалася невизначеність відносно його можливого наміру (рішення) провести дострокові вибори, що послужило підставою для опозиції звинувачувати його в нерішучості і слабкості.
Рішучі дії уряду восени 2008 року, в умовах розвитку світової економічної кризи, на думку політичних оглядачів, сприяли восени 2008 року значному зростанню рейтингу прем'єр-міністра Брауна, дії якого, направлені на порятунок банківської системи, стимулювання бізнесу і попиту отримали схвалення як в Британії, так у керівництва інших країн. 23 січня 2009 року національне статистичне відомство Великої Британії повідомило, що в четвертому кварталі 2008 року ВВП Великої Британії скоротився на 1,5 % в порівнянні з попереднім кварталом, що означало офіційне входження британської економіки Великої Британії в рецесію: падіння ВВП в четвертому кварталі 2008 року склало 1,5 %, у третьому кварталі того ж року зниження склало 0,6 %.
15 червня 2009 року оголосив про проведення розслідування у зв'язку з війною в Іраку, заявивши, що воно досліджує роль країни у війні; характер розслідування критикувався опозицією. 5 березня 2010 року Браун особисто давав свідчення на розслідуванні, сказавши, що був обізнаний про основні рішення Тоні Блера по війні і вважає, що війна була «правою» і що розвідувальні доповіді переконали його, що Ірак представляв загрозу, з якою треба було боротися.
6 січня 2010 року два колишніх члена лейбористського кабінету, Патриція Г'юїтт і Джефф Хун, спільно закликали провести таємне голосування про лідерство Брауна в партії; але їхній заклик не здобув широкої підтримки в партії і не мав успіху.
За декілька днів до завершення виборчої кампанії 2010, Браун потрапив у скандал із його приватними словами, що прозвучав у прямий ефір, сказаних в роздратуванні у своєму автомобілі про немолоду жінку, з якою він перед тим розмовляв у присутності преси; його спроби за допомогою вибачень заручитися підтримкою скривдженої ним виборниці, що раніше голосувала за лейбористів, виявилися безуспішними.
У результаті загальних виборів 6 травня 2010 жодна з трьох головних партій Великої Британії не змогла отримати більшість у Палаті громад. Найбільша кількість голосів отримали консерватори, лейбористи опинилися на другому місці. Проте для створення коаліційного уряду і тієї й іншої стороні необхідно заручитися підтримкою ліберал-демократів.
У спробі зберегти лейбористів при владі Гордон Браун 10 травня 2010 заявив про намір залишити посаду лідера Лейбористської партії до вересня 2010 року, коли відбудеться щорічна партійна конференція. За словами Брауна, він попросить партію почати процедури для обрання лідера, проте сам не візьме участі у виборах. Прем'єр також заявив про намір провести переговори з Ліберально-демократичною партією про формування нового уряду країни. За словами Брауна, лейбористи мають намір запропонувати лібералам проведення референдуму з питання про зміну виборчої системи Великої Британії.
Проте наступного дня Гордон Браун був змушений оголосити про відставку, і королева Великої Британії Єлизавета II призначила прем'єр-міністром країни лідера Консервативної партії Девіда Кемерона.

## Особисте
Гордон Браун одружений з Сарою Джейн Браун. У 2001 році померла його новонароджена дочка, пізніше на світ з'явилися двоє синів.
У юності Гордон Браун отримав спортивну травму під час гри в регбі, внаслідок чого його зору було завдано великої шкоди (ліве око не бачить зовсім, а зір правого ока сильно обмежений). У зв'язку з цим, його почерк часто буває нерозбірливим, що іноді приводить до курйозних наслідків.